# Dom Polski w Mościskach
Dom Polski w Mościskach – placówka społeczno-kulturalna położona w Mościskach w obwodzie lwowskim służąca integracji i aktywności polskiej mniejszości narodowej otwarta w grudniu 2021. Dom Polski powstał dzięki staraniom miejscowego oddziału Towarzystwa Kultury Polskiej Ziemi Lwowskiej przy wsparciu władz polskich oraz fundacji Wolność i Demokracja. Dwukondygnacyjna siedziba ma powierzchnię ponad 150 m². 